# Moïse de Khorène
Moïse de Khorène, Movsès Khorenatsi voire Movsēs Xorenac‘i (en arménien Մովսես Խորենացի ; né vers 410, mort vers 490) est, selon la tradition et une partie des spécialistes, un historien arménien du Ve siècle, ainsi qu'un poète, un hymnodiste et un grammairien ; d'autres spécialistes, se fondant sur son œuvre, estiment cependant qu'il aurait vécu à une époque plus tardive, entre les VIIe et IXe siècles, de telle sorte que ses dates biographiques sont encore l'objet d'une controverse non tranchée.
Son œuvre principale, une Histoire de l'Arménie, se distingue des écrits des autres historiens arméniens contemporains ou antérieurs en ce qu'elle intègre les traditions orales de l'Arménie païenne et retrace l'histoire arménienne des origines jusqu'au Ve siècle. Elle a valu à Moïse le titre de « père de l'histoire arménienne » (patmahayr).

## Biographie
La tradition arménienne, reprise par une partie des spécialistes, fait naître Moïse entre 410 et 415. « Khorène » étant inconnu comme nom de localisation, son lieu de naissance reste incertain : le nom est tantôt rapproché de Khorea en Siounie, mentionné par Stépanos Orbélian, tantôt de Khoronk au Taron.
Moïse se présente dans son œuvre principale comme un disciple de Mesrop Machtots et du Catholicos d'Arménie Sahak Ier envoyé étudier à l'étranger en 435. Il visite ainsi Édesse et la Palestine avant de s'installer à Alexandrie ; après avoir visité Rome, Athènes et Constantinople, il rentre en Grande-Arménie après 440, alors que ses deux maîtres sont morts et que la royauté arsacide a été abolie par les Sassanides. Moïse se retire alors ; à plus de soixante ans, il est toutefois fait évêque par le Catholicos Giout. À la fin de sa vie, il rédige son Histoire et meurt environ en 490.
L'époque à laquelle vécut Moïse a été affectée par la controverse sur la datation de son Histoire de l'Arménie (cf. infra).

## Œuvres

### Histoire de l'Arménie

#### L'œuvre

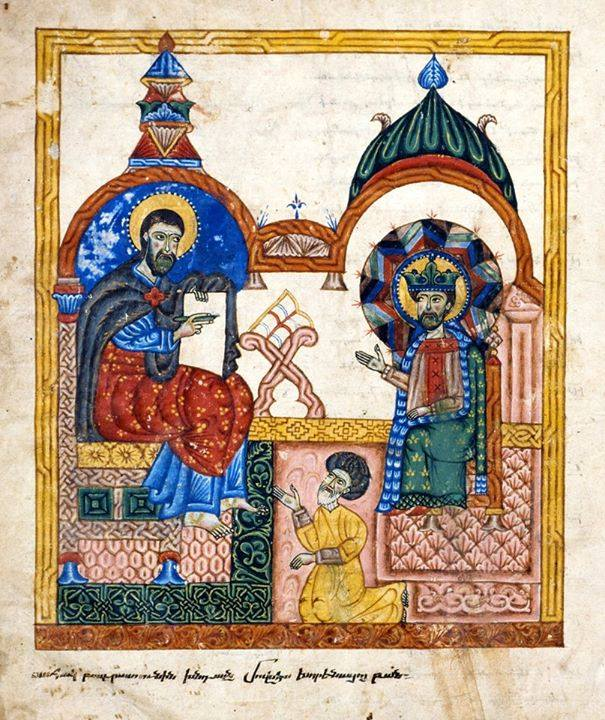
Moïse de Khorène (à gauche) et Sahak Bagratouni (à droite), Ms. 2865, XVIe siècle, Matenadaran, Erevan.

Cette œuvre, la plus controversée de la littérature médiévale arménienne, est la première histoire complète de l'Arménie, des origines à la disparition du royaume d'Arménie et à l'extinction de la lignée de Grégoire Ier l'Illuminateur. L'ouvrage, dont la plus ancienne copie conservée date des XIIIe - XIVe siècles (Ms. 2865, Matenadaran), aurait été écrit vers 480 pour un prince bagratide nommé Sahak (peut-être Sahak II Bagratouni), est rédigé comme s'il avait été écrit sous les Sassanides et exprime le « désarroi d'un monde privé de ses forces traditionnelles par une tyrannie politique et religieuse ». Moïse y mentionne ses sources, qu'il n'hésite pas à adapter, comme Korioun, Lazare de Pharbe, Agathange, la Bible, Eusèbe de Césarée, Hérodote, des archives et inscriptions, un énigmatique Syrien nommé Mar Abas Catina (probablement également utilisé par Procope de Césarée), auteur de l'Histoire primitive, texte perdu mais connu grâce à Sébéos, une Vie de saint Grégoire, ainsi que des légendes, contes et fables chantés par les gusans (ménestrels arméniens). Il a su ainsi rapporter des récits des traditions et des légendes païennes antiques, préservant quelques chants populaires antiques et une foule de documents.
L'ouvrage est divisé en trois livres : le premier aborde les ancêtres mythiques (et est la seule source sur le sujet), exposant l'ascendance biblique des rois arméniens via Haïk, descendant de Noé, et affirmant ainsi « l'unité d'origine du peuple arménien, l'ancienneté biblique de son installation sur une terre bénie qui était vraiment la sienne, le droit et le devoir de la défendre, la certitude de sa permanence, l'inévitable défaite de tout nouveau tyran » ; le deuxième couvre la période entre le règne d'un roi Arsace ayant régné après les conquêtes d'Alexandre le Grand et celui de Tiridate le Grand ; le troisième livre poursuit pour s'achever par la fin des Arsacides en 428 et la mort de Machtots en 440.
Avec cette première histoire critique du peuple arménien, Moïse est le premier historien arménien à présenter les faits de manière chronologique et affirme mener sa rédaction en suivant trois lignes directrice : fidélité, concision et persuasion.

#### L'influence
Les premières références à Moïse sont très incertaines et aujourd'hui écartées : la première se retrouverait chez Lazare de Pharbe (Lettre à Vahan Mamikonian, vers 500), qui mentionne un certain « bienheureux philosophe Moïse », que certains ont tenté d'identifier à Moïse de Khorène par des « hypothèses assez hasardeuses ». Vient ensuite le Livre des lettres (VIe siècle) qui contient une épître dogmatique attribuée à « l'évêque Moïse de Khorène », un texte ne traitant pas d'histoire. Enfin, un manuscrit des Xe – XIe siècles contient une liste de dates attribuée à Athanase de Taron (VIe siècle) et mentionnant pour l'année 474 « Moïse de Khorène, philosophe et écrivain », sans aucune référence à des activités d'historien. Moïse sert par contre explicitement de source aux historiens postérieurs, comme Thomas Arçrouni, le Catholicos d'Arménie Hovhannès Draskhanakerttsi ou Nersès IV Chnorhali, et est utilisé pour corriger ou compléter des historiens antérieurs. Son ouvrage est d'une telle autorité qu'il est utilisé pour l'enseignement jusqu'au XVIIIe siècle et qu'il vaut à son auteur le titre de « père de l'histoire arménienne » (patmahayr) et d'« Hérodote arménien ».

#### La controverse

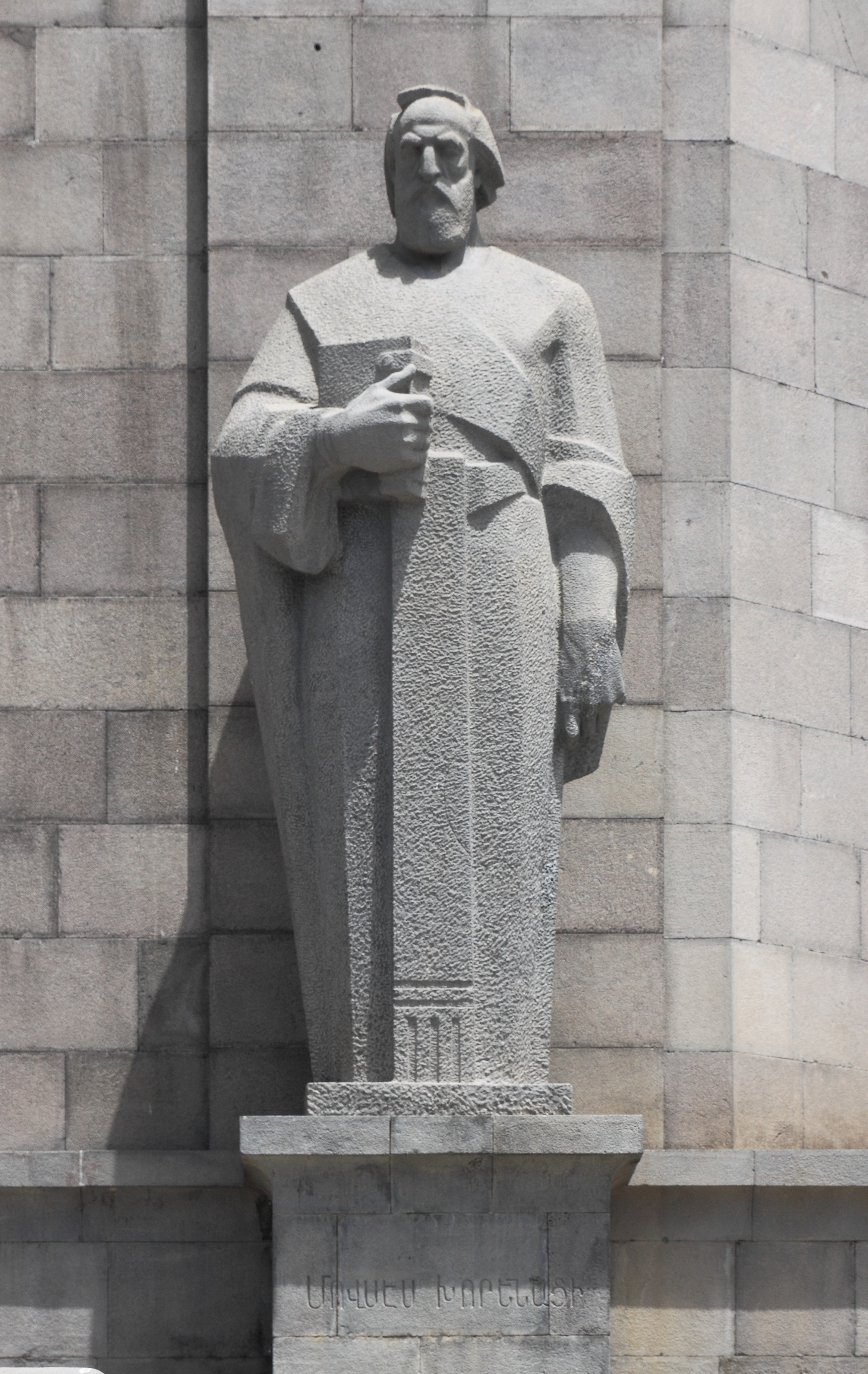
Statue de Moïse de Khorène, façade principale du Matenadaran, Erevan.

Moïse reste incontesté jusqu'au milieu du XIXe siècle, époque à laquelle des historiens occidentaux (Alfred von Gutschmid, Auguste Carrière, etc.) commencent à s'intéresser à son œuvre ; s'interrogeant sur les sources supposées ou réelles de son Histoire, ils adoptent des positions hypercritiques ; le spécialiste arménien de Moïse de Khorène Stepan Malkhasyants qualifie ce mouvement de « compétition » où chacun tente de surpasser les autres dans leurs critiques de Moïse. Une controverse naît ainsi sur sa datation : les opinions à ce sujet couvrent la période allant du Ve au IXe siècle, une partie de la critique occidentale fixant généralement la rédaction entre 750 et 800, ce que la présentation favorable des origines des Bagratides, à une époque où ils prennent l'ascendant en Arménie, semble confirmer. D'autres, comme Giusto Traina, estiment toutefois que « rien, en définitive, ne porte à démontrer que les contenus [de l'Histoire] relèvent d'une falsification tardive » ; l'œuvre aurait ainsi « sans doute » été reprise au VIIIe siècle. Cette controverse, qui se communique à l'auteur lui-même, qui aurait donc peut-être vécu au VIIIe siècle, est encore ouverte.
Moïse est également critiqué pour avoir voulu lier, certes comme d'autres historiens grecs et latins à l'aube du christianisme, l'histoire des débuts de sa nation aux récits bibliques. Des erreurs de chronologie (notamment sur les Artaxiades, qu'il intègre aux Arsacides) et de prosopographie lui sont également reprochées. Il n'en reste pas moins que son œuvre reste une source unique sur la société arménienne antique, et que des éléments rapportés ont été depuis confirmés par l'ethnographie et par l'archéologie modernes.

### Autres œuvres
D'autres œuvres sont attribuées à Moïse, avec des degrés de certitude variables : une Histoire de sainte Hripsimé et de ses compagnes, un essai Sur la fête de la transfiguration, une Lettre à Sahak Arçrouni et une traduction du Manuel de rhétorique d'Aphthonios, le Livre de Chries.
La Géographie d'Anania de Shirak lui était autrefois également attribuée.

## Médaille
Parmi les médailles de la République d'Arménie figure la médaille Movsès Khorenatsi ; elle est attribuée aux auteurs de contributions notables à la culture, l'art et à la littérature arméniens, à l'enseignement et aux sciences humaines.